# スパゲティーの年に
『スパゲティーの年に』（スパゲティーのとしに）は、村上春樹の短編小説。

## 概要
| 初出     | 『トレフル』1981年5月号                 |
| 収録書籍 | 『カンガルー日和』（平凡社、1983年9月） |

1991年1月刊行の『村上春樹全作品 1979〜1989』第5巻（講談社）に収録される際、大幅に加筆修正がなされた。

### 英訳
| タイトル | The Year of Spaghetti                                       |
| 翻訳     | フィリップ・ガブリエル                                      |
| 初出     | 『ザ・ニューヨーカー』2005年11月21日号                      |
| 収録書籍 | 『Blind Willow, Sleeping Woman』（クノップフ社、2006年7月） |

## あらすじ
1971年、「僕」はドイツ・シェパードの行水にでも使えそうな巨大なアルミ鍋を手に入れ、春、夏、秋、とスパゲティーを茹でつづけた。キッチン・タイマーがチーンという悲痛な音を立てるまで、一歩も鍋のそばを離れなかった。基本的に「僕」は一人でスパゲティーを茹で、一人でスパゲティーを食べた。一人でスパゲティーを食べている時に「僕」の部屋を訪れようとする人物はそのたびに違っていた。ある時は何年か前の僕自身であり、ある時はジェニファー・ジョーンズを連れたウィリアム・ホールデンだった。
午後3時20分に電話が鳴った時、「僕」は1971年の12月の光の中で畳の床に寝転んで天井を眺めていた。電話の相手は「僕」の知り合いのかつての恋人だった。
「彼が何処にいるのか教えてくれない？」と訊かれたが、彼の居場所を教えるわけにはいかなかった。「僕」が教えたとわかれば今度は彼の方が電話をかけてくるだろう。
「悪いけど今スパゲティーを茹でてるところなんだ」と「僕」は答えた。鍋の中に空想の水を入れ、空想のマッチで空想の火を点け、空想のキッチン・タイマーを15分に合わせる。
「僕」は彼女に何もかも教えてやるべきだったのかもしれない、と今では後悔している。どうせ相手はたいした男じゃなかったのだから。